# Gymnothorax eurostus
Gymnothorax eurostus is een murene die voorkomt in de Grote en Indische Oceaan op diepten tot 40 meter. De soort kan een lengte bereiken van zo'n 60 cm.